# Conde de Essex
Conde de Essex es un título nobiliario inglés que a lo largo de la historia de Inglaterra y Reino Unido ha sido mantenido por distintas personas. 

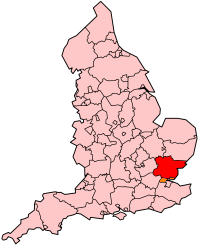
Essex, en Gran Bretaña.

## Primera creación (c. 1139)
- Gedefrey de Mandeville, I conde de Essex (m. 1144)
- Gedefrey de Mandeville, II conde de Essex (m. 1166)
- William de Mandeville, III conde de Essex (m. 1189) (extinto)

## Segunda creación (1199)
- Gedefrey Fitzpeter, I conde de Essex (m. 1213)
- Gedefrey FitzGedefrey de Mandeville, II conde de Essex (m. 1216)
- William FitzGedefrey de Mandeville, III conde de Essex (m. 1227)

## Tercera creación (1239)
- Humphrey de Bohun, I conde de Essex (m. 1275)
- Humphrey de Bohun, II conde de Essex (m. 1297)
- Humphrey de Bohun, III conde de Essex (m. 1322)
- John de Bohun, IV conde de Essex (m. 1336)
- Humphrey de Bohun, V conde de Essex (1309-1361)
- Humphrey de Bohun, VI conde de Essex (1342-1373)

## Cuarta creación (1385)
- Thomas de Woodstock, I conde de Essex (1355-1397) (desposeído del título)

## Quinta creación (1461)
- Henry Bourchier, I conde de Essex (m. 1483)
- Henry Bourchier, II conde de Essex (m. 1540)

## Sexta creación (1540)
- Thomas Cromwell, I conde de Essex (1485-1540) (desposeído del título)

## Séptima creación (1543)
- William Parr, I Marques de Northampton (c. 1512-1571) (desposeído en 1553; restaurado en 1559)

## Octava creación (1572)
- Walter Devereux, I conde de Essex (1541-1576)
- Robert Devereux, II conde de Essex (1566-1601)
- Robert Devereux, III conde de Essex (1591-1646) (extinto)

## Barons Capell (1641)
- Arthur Capell, I Baron Capell (1604-1649)
- Arthur Capell, II Baron Capell (1631-1683) (nombrado conde de Essex in 1661)

## Novena creación (1661)
- Arthur Felix Capell, I conde de Essex (1631-1683)
- Algernon Capell, II conde de Essex (1670-1710)
- William Capell, III conde de Essex (1697-1743)
- William Anne Capell, IV conde de Essex (1732-1799)
- George Capell-Coningsby, V conde de Essex (1757-1839)
- Arthur Algernon Capell, VI conde de Essex (1803-1892)
- George Devereux de Vere Capell, VII conde de Essex (1857-1916)
- Algernon George de Vere Capell, VIII conde de Essex (1884-1966)
- Reginald George de Vere Capell, IX conde de Essex (1906-1981)
- Robert Edward de Vere Capell, X conde de Essex (1920-2005)
- Frederick Paul de Vere Capell, XI conde de Essex (n. 1944)

- Datos: Q1277289
- Multimedia: Earls of Essex / Q1277289